# Dévastations d'Osorio

La situation d'Hispaniola après les dévastations d'Osorio

Les Dévastations d'Osorio (en espagnol, las Devastaciones de Osorio) font référence à une période de l'histoire coloniale de la Capitainerie générale de Saint-Domingue, aujourd'hui République dominicaine, au début du XVIIe siècle. Afin d'éliminer le commerce de contrebande dans les parties nord et nord-ouest de l'île, le monarque espagnol Philippe III envoya un ordre au gouverneur d'Hispaniola de l'époque, Antonio de Osorio, de dépeupler ces parties de l'île (par la force si nécessaire) et de relocaliser les habitants dans les environs de Saint-Domingue, au sud-est de l'île. Les dévastations ont eu lieu entre 1605 et 1606,.
La couronne espagnole pensait que le dépeuplement de la partie occidentale de l'île mettrait fin à la contrebande qui affectait si gravement les caisses royales. Malheureusement, la dévastation a rendu possible tout ce qu’elle avait cherché à empêcher : l’établissement d’individus d’une autre nation dans la partie occidentale de l’île.
Les dévastations furent l’événement qui permit aux Français de s’établir dans l’ouest d’Hispaniola. Les Espagnols ont tenté à plusieurs reprises d'expulser les Français de la partie occidentale de l'île, mais sans succès.
Sous la direction de Bertrand d'Ogeron, les bandes de boucaniers et de flibustiers français qui avaient envahi l'ouest de l'île se transformèrent en communautés sédentaires, devenant officiellement sujets de la couronne française en 1660. Peu de temps après, la Compagnie française des Indes occidentales commença à acheter un grand nombre d'esclaves noirs d'Afrique centrale et occidentale, les amenant à l'ouest de l'île pour travailler à la plantation et à la culture de plantations de café, de cacao, de coton, d'indigo et de canne à sucre.
Les Français réussirent tellement à s'emparer de la partie occidentale de l'île qu'ils prévoyaient déjà de prendre le contrôle de l'île entière et de la reprendre à l'Espagne. Cependant, les Espagnols ont réussi à empêcher ce plan grâce à l'exécution rapide des repeuplements de Saint-Domingue.

## References
1. ↑  Étude académique de Rafal Reichert.
2. ↑  Frank Moya Pons, Histoire de la République dominicaine.